# Jiamiao (sockenhuvudort i Kina, Hubei Sheng, lat 30,80, long 115,08)
Jiamiao är en sockenhuvudort i Kina. Den ligger i provinsen Hubei, i den centrala delen av landet, omkring 80 kilometer öster om provinshuvudstaden Wuhan. Antalet invånare är 19 117. Befolkningen består av 8 830 kvinnor och 10 287 män. Barn under 15 år utgör 10,0 %, vuxna 15-64 år 77 %, och äldre över 65 år 11,0 %.
Runt Jiamiao är det tätbefolkat, med 530 invånare per kvadratkilometer. Närmaste större samhälle är Tuanbei, 15,8 km sydost om Jiamiao. I omgivningarna runt Jiamiao växer i huvudsak blandskog.
Genomsnittlig årsnederbörd är 1 868 millimeter. Den regnigaste månaden är juli, med i genomsnitt 305 mm nederbörd, och den torraste är januari, med 48 mm nederbörd.